# Sperm
Sperm är ett musikalbum från 1994. Det är den andra skivan från det tyska NDH-bandet Oomph!.

## Låtlista
1. Suck - Taste - Spit
2. Sex
3. War
4. Dickhead
5. Schisma
6. Feiert das Kreuz
7. Love
8. Das ist Freiheit
9. Kismet (instrumental)
10. Breathtaker
11. Ich bin der Weg
12. U Said (live)